# Torgnon
Torgnon est une commune italienne alpine de la région Vallée d'Aoste, située dans le bas Valtournenche.

## Géographie

Localisation de la commune de Torgnon à l'intérieur de la Vallée d'Aoste.

Le territoire de la commune est compris entre 800 mètres et 3 320 mètres d'altitude. Les hameaux sont au nombre de 22, ils s'égrènent sur une terrasse morainique vaste et ensoleillée.

## Histoire

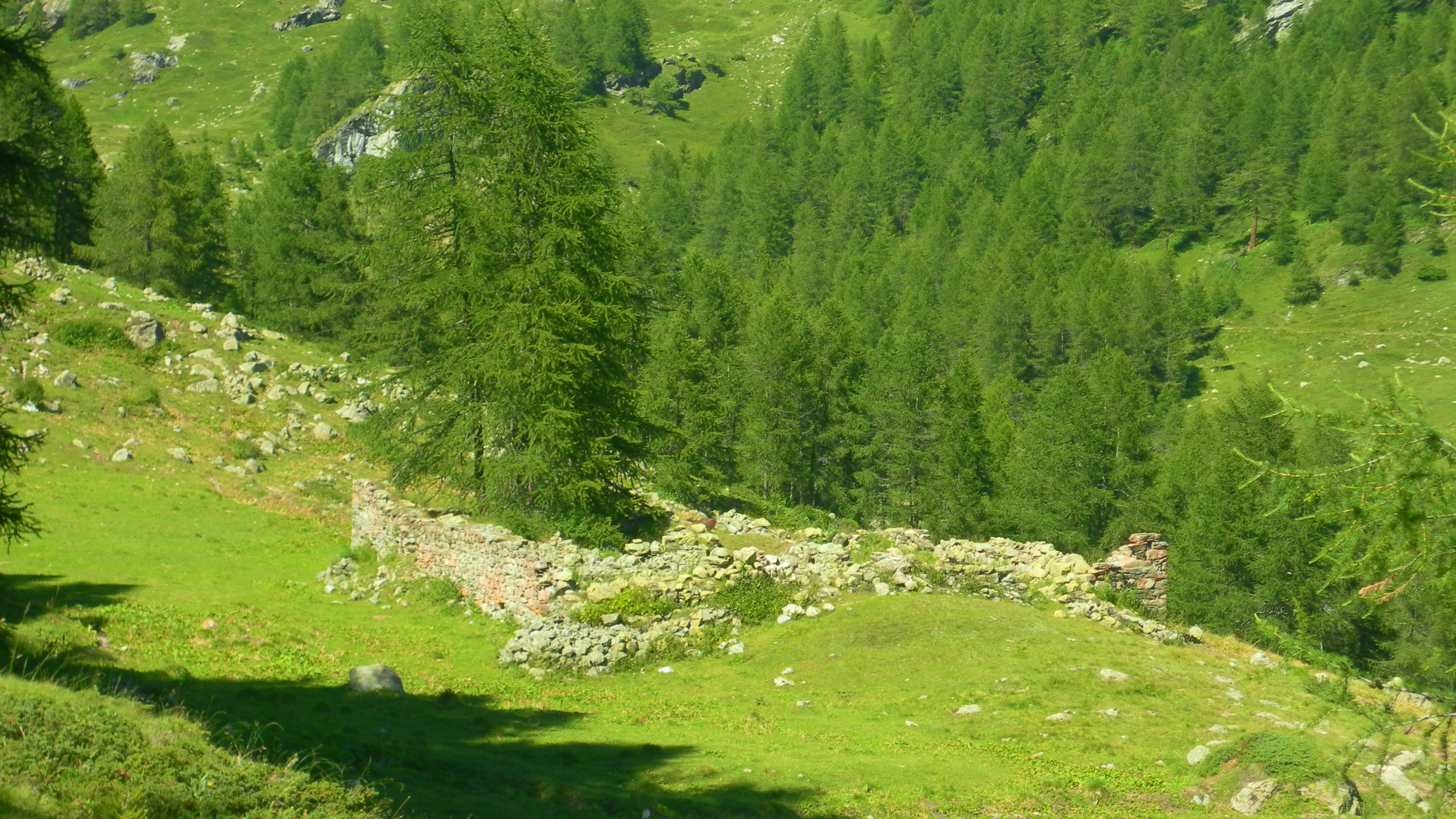
Les ruines du château de Chavacour.

Torgnon possède des vestiges archéologiques importants. Deux établissements protohistoriques ont été retrouvés aux hameaux Châtel et Chatrian, ainsi qu'un site datant de l'époque des Salasses sur le col Pierrey, ce qui témoigne du fait que Torgnon était habité déjà avant l'arrivée des Romains.
Le pape Alexandre III, dans sa bulle du 20 avril 1176, cite la paroisse de Torgnon comme existante « in Valle tornina ». Il semble donc que Torgnon (latin Tornacus devenu par corruption Tornio) a donné son nom au Valtournenche, nommé ensuite « Vallis Tornenchia », puis « Valtournanche ».
À partir du Moyen Âge, cette commune fit partie des propriétés des seigneurs de Cly, qui s'étendaient aussi au-delà des Alpes, jusqu'à Sion. Pendant la période de gouvernement du tyrannique Pierre de Cly, le fief de Torgnon fut conquis par les Savoie, qui l'administrèrent pendant 200 ans environ.
En 1550, il fut cédé à la famille Moralis, puis aux Fabri, aux Roncas, et enfin aux Bergera, qui renoncent officiellement à leurs droits sur Torgnon en 1750.
Le cadastre sarde de la paroisse terminé le 24 novembre 1770, très mal conservé, relève 13 314 parcelles et seulement les noms de 349 propriétaires-contribuables.
Les témoignages de la période des seigneuries sont les canaux d'irrigation, parmi lesquels le ru du pain perdu, les rascards, le moulin d'Étirol et les ruines de l'hospice de Chavacour.

Cet hospice se situe le long de l'ancienne route qui reliait Torgnon au canton du Valais, par les cols de Chavacour, de For, de Collomb et du Théodule. C'était l'axe du commerce du bétail et du vin muscat de Chambave.

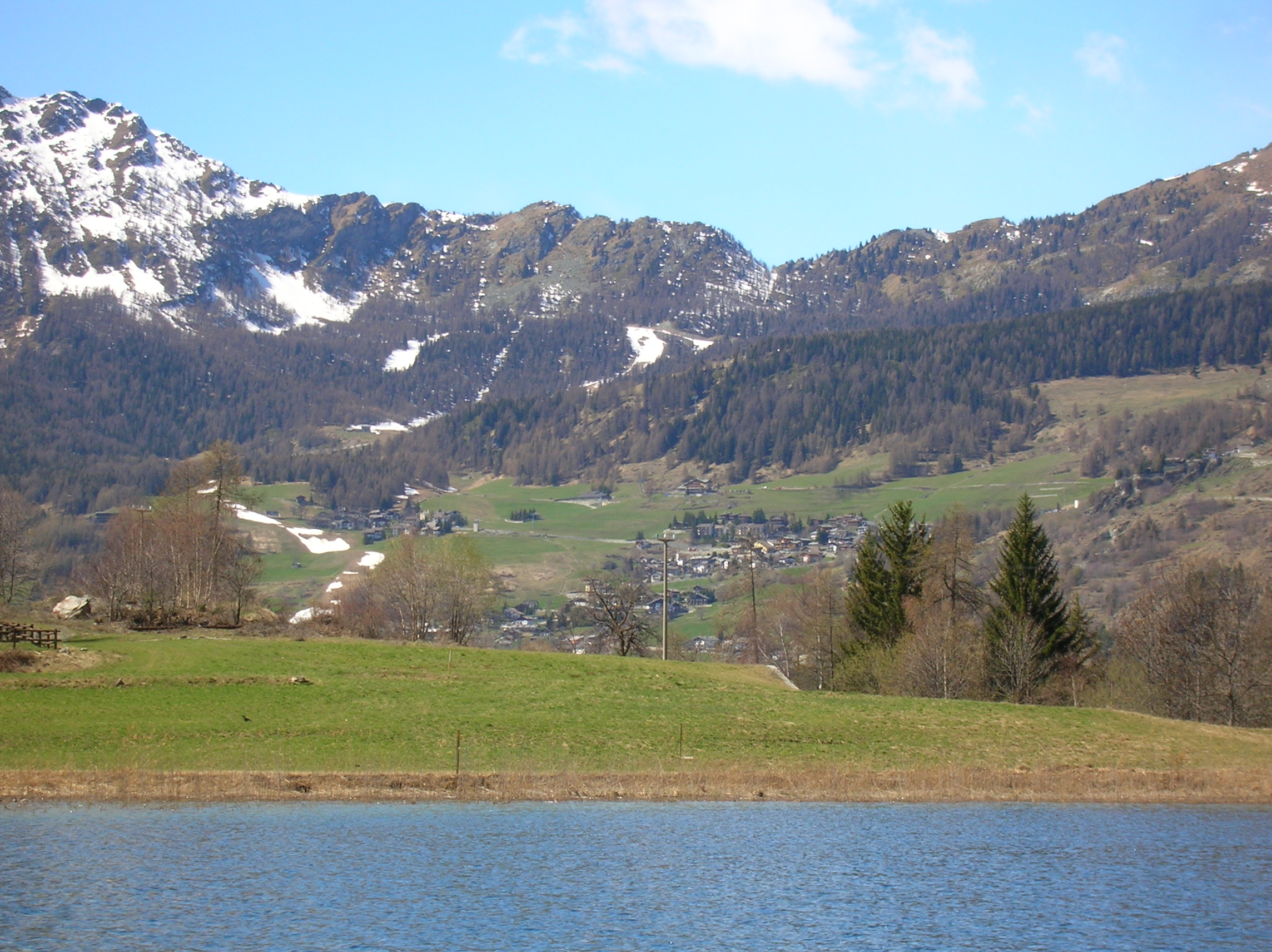
Vue d'ensemble de la commune de Torgnon du lac de Lod (Chamois).

## Économie
Torgnon fait partie de l'unité des communes valdôtaines du Mont-Cervin.

## Langues
Les langues parlées à Torgnon sont le francoprovençal valdôtain, le français, et l'italien (minoritaire).

## Sport
Dans cette commune se pratiquent le tsan et le palet, deux des sports traditionnels valdôtains.

### Domaine skiable
Un petit domaine skiable de 25 km de pistes est aménagé à Torgnon.

## Administration

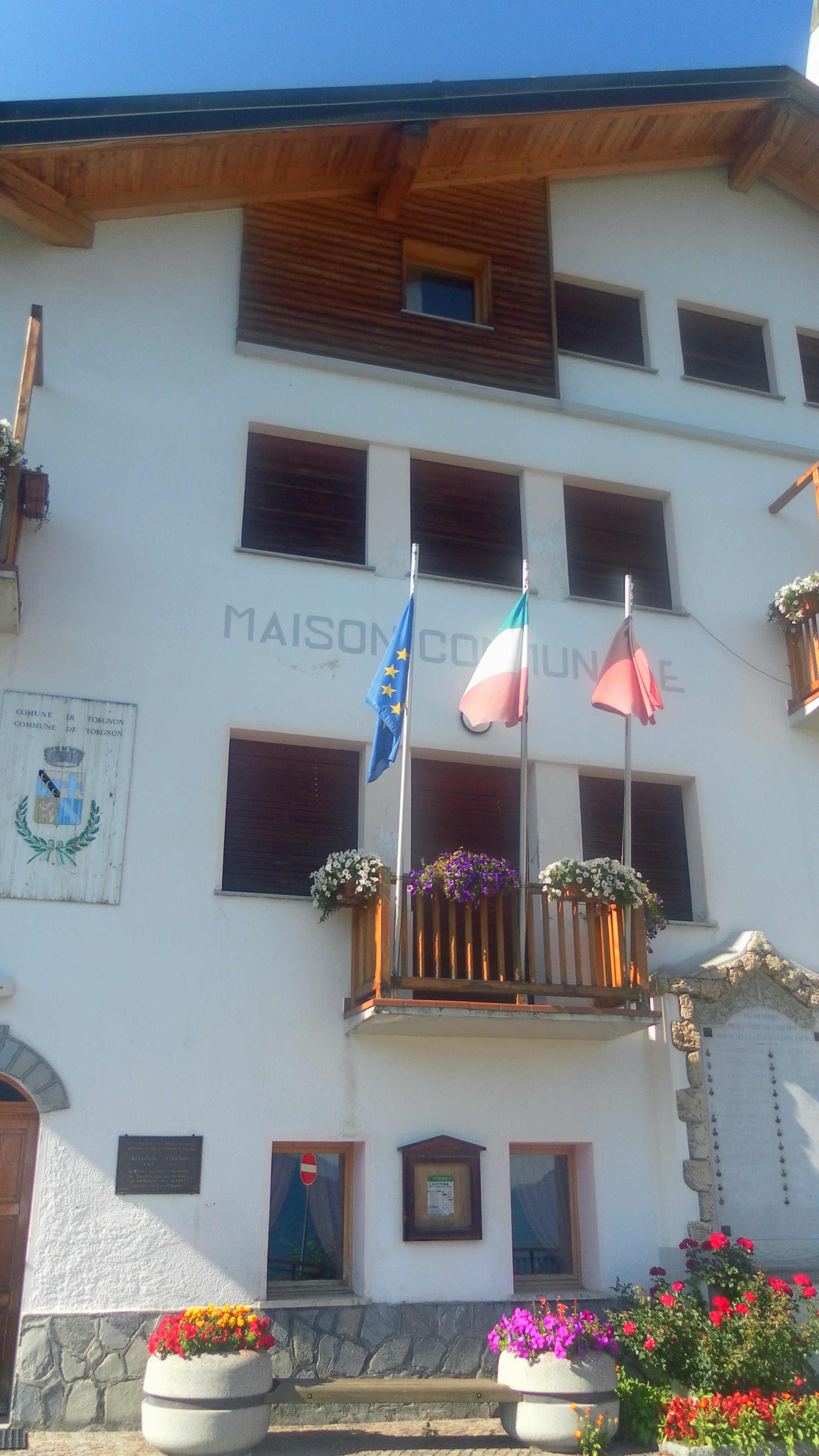
La maison communale.

| Période                                  | Période           | Identité         | Étiquette     | Qualité  |
| ---------------------------------------- | ----------------- | ---------------- | ------------- | -------- |
| 9 mai 2005                               | 24 mai 2010       | Gilbert Neyroz   |               | Syndic   |
| 24 mai 2010                              | 11 mai 2015       | Christine Machet | Liste civique | Syndique |
| 20 mai 2015                              | 1er novembre 2021 | Daniel Perrin    |               | Syndic   |
| 2 novembre 2021                          | En cours          | Lorena Engaz     |               | Syndique |
| Les données manquantes sont à compléter. |                   |                  |               |          |

### Hameaux
Entre parenthèses est indiquée la version (non officielle) en patois torgnolein :
Berzin (Berzén), Champagnod (Tsampagneu), Champeille (Tsampeille), Chantorné (Tsantorné), Chaté (Chaté), Châtelard (Tsatellà), Chatrian (Tsatrian), Cheille (Chéille), Chésod (Tséseu), Cortod (Corteu), Étirol (Étiou), Fossemagne, Gilliarey, Gombaz (Gomba), Lévaz, Mazod (Mazeu), Mongnod (Mongneu - chef-lieu), Nozon, Pecou, Petit-Monde, Ponty, Septumian (Setteumian), Triatel (Triaté), Tuson (Teuson), Valleil (Vallèi), Verney, Vesan Dessous (Vesan désò), Vesan Dessus (Vesan dameun), les Roncs (Lé Ron).
Le nom du hameau Nozon a la particularité d'être en même temps un ambigramme naturel et un palindrome.

### Communes limitrophes
Antey-Saint-André, Bionaz, Châtillon, Nus, Saint-Denis, Valtournenche, Verrayes

## Jumelages
Thuin (Belgique)

## Personnalités
- Martin Besenval de Brünstatt (1600-1660), entrepreneur et commerçant, anobli en 1655, fondateur de la lignée des Besenval de Soleure.
- Jean-Antoine Gal (1795-1867), religieux et historien valdôtain.
- Jean-Baptiste Gal (1809-1898), diplomate, frère de Jean-Antoine.
- François-Gabriel Frutaz (1859-1922), ecclésiastique et historien valdotain.
- Carlo Perrin (1946-), homme politique italien.

## Patrimoine
- L'église Saint-Martin ;
- Le musée ethnographique du Petit-Monde, au hameau Triatel ;
- Les ruines du château de Chavacour, sans doute bâti par la volonté de Boniface de Challant-Cly, fils de Boson IV, pour protéger un col secondaire vers la Suisse ; l'hospice de Chavacour est souvent cité en tant que station de la poste par les seigneurs de Cly ;
- Une maison au village Valleil, remontant au XVIe siècle, avec un grenier du XIe siècle ;
- Une maison à Mongnod (chef-lieu) avec une inscription de 1814 dédiée au Roi de Sardaigne ;
- L'étang de Ditor et le lac de Tsan.

## Galerie de photos

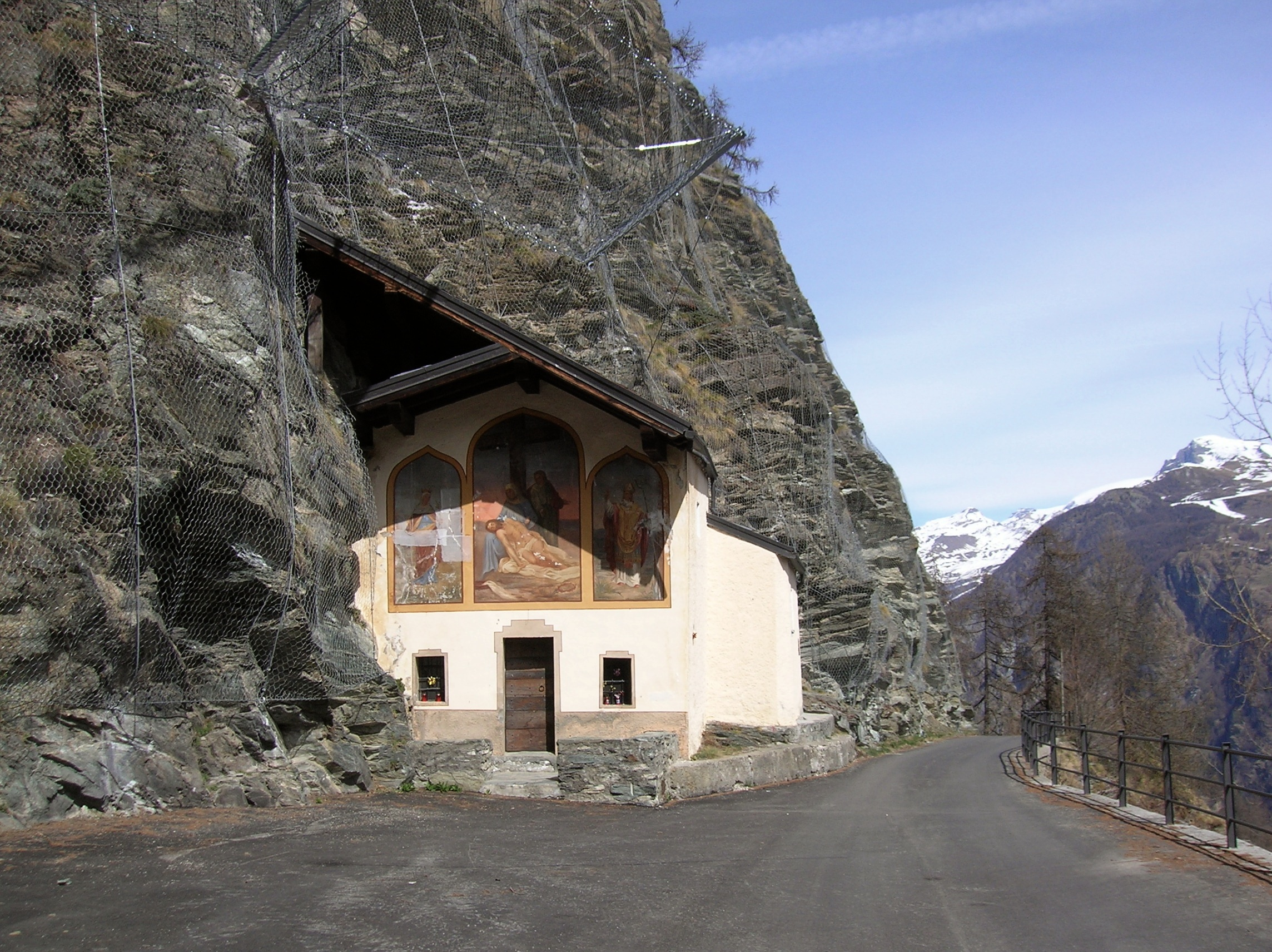
La chapelle de Ponty.
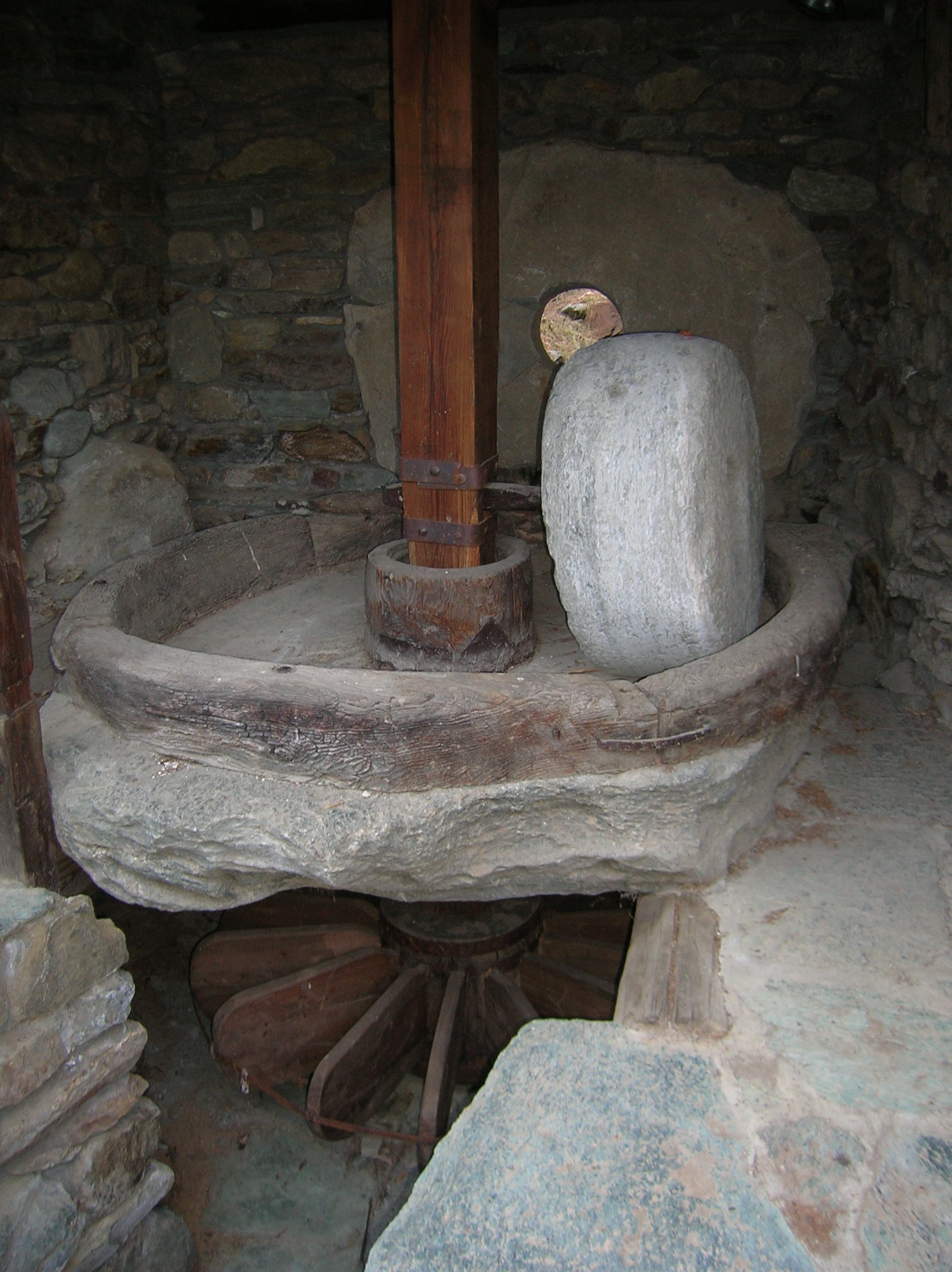
L'ancien moulin à Étirol.
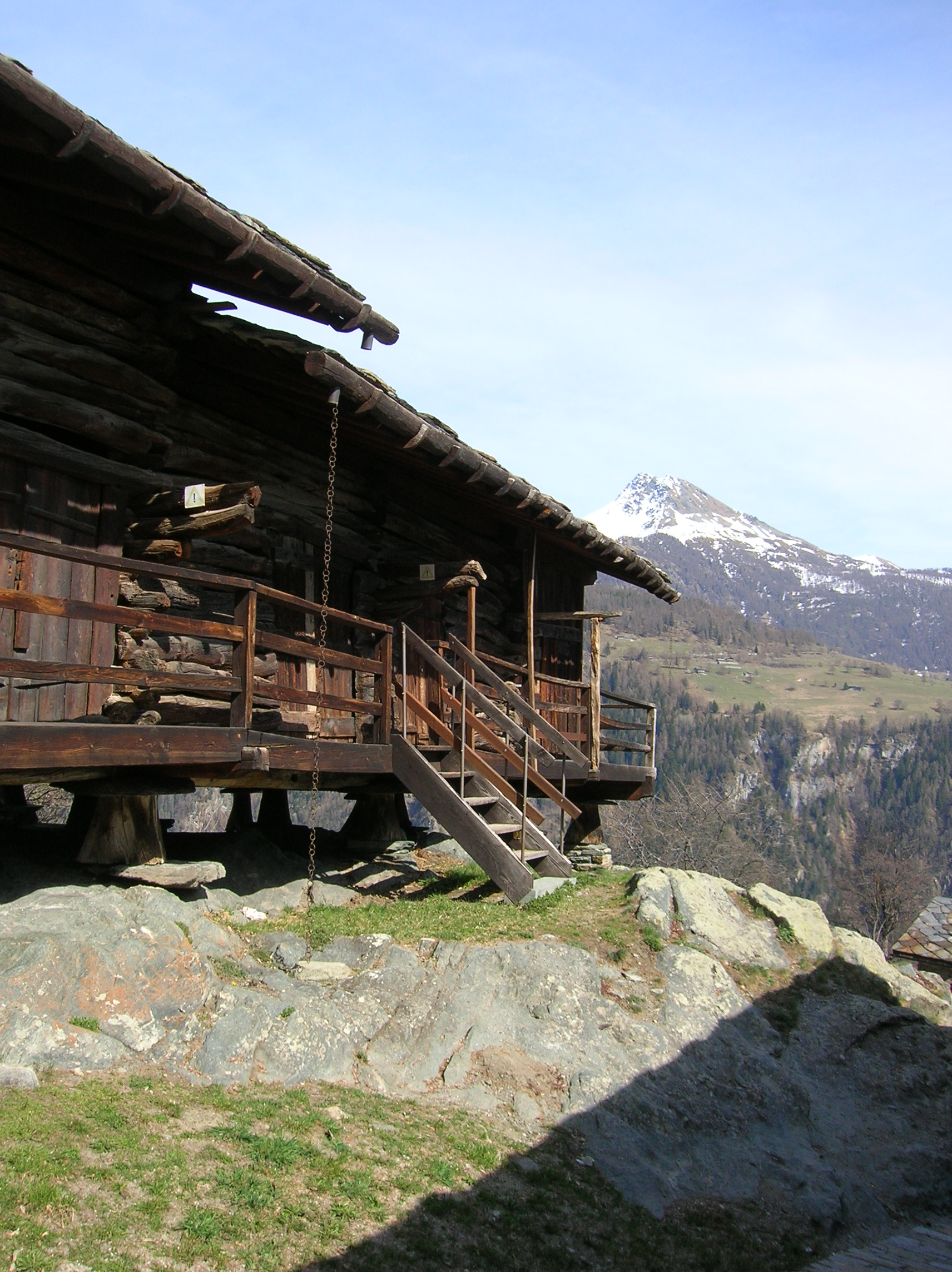
Rascard médiéval à Triatel.
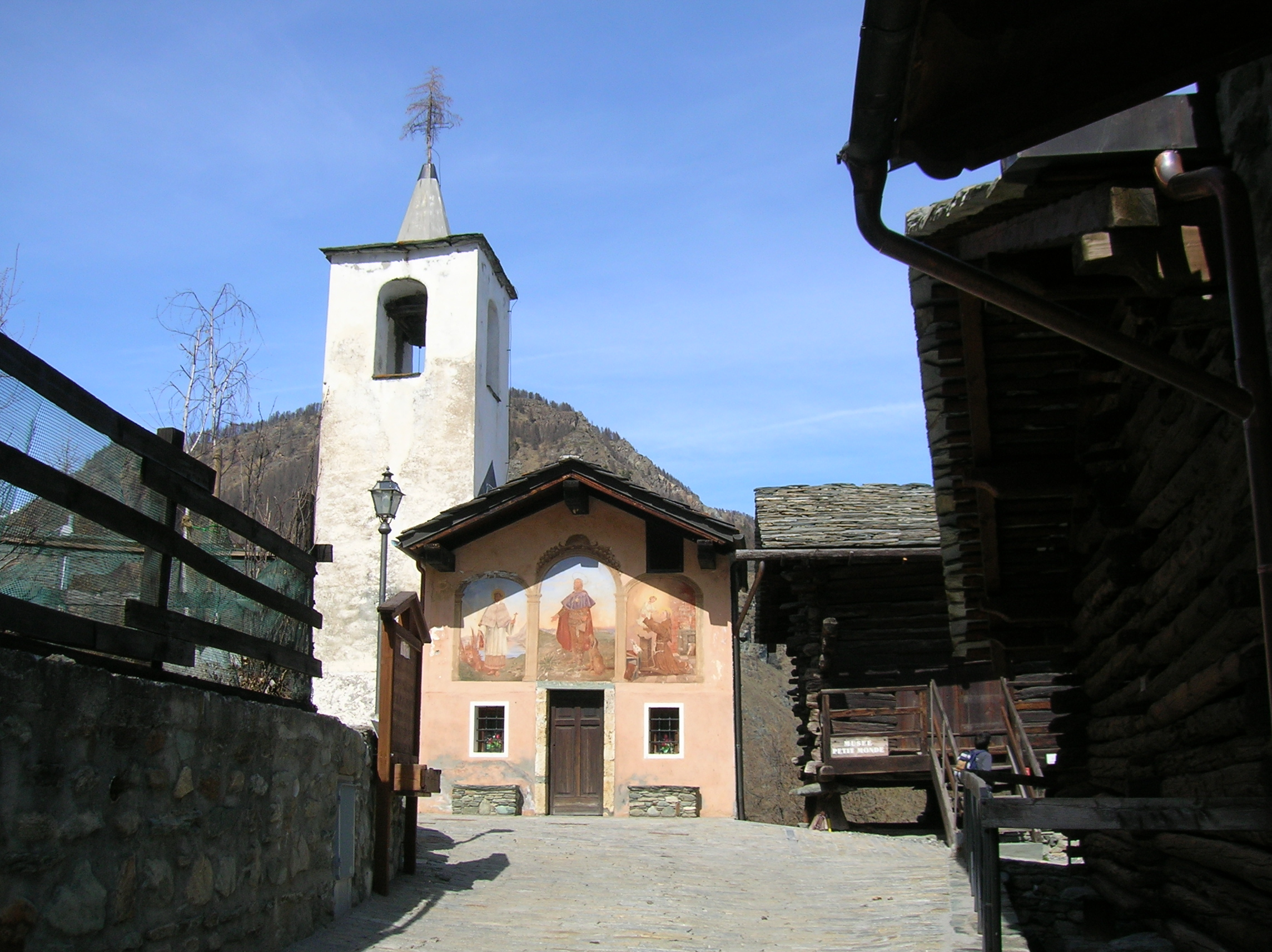
La chapelle de Triatel.
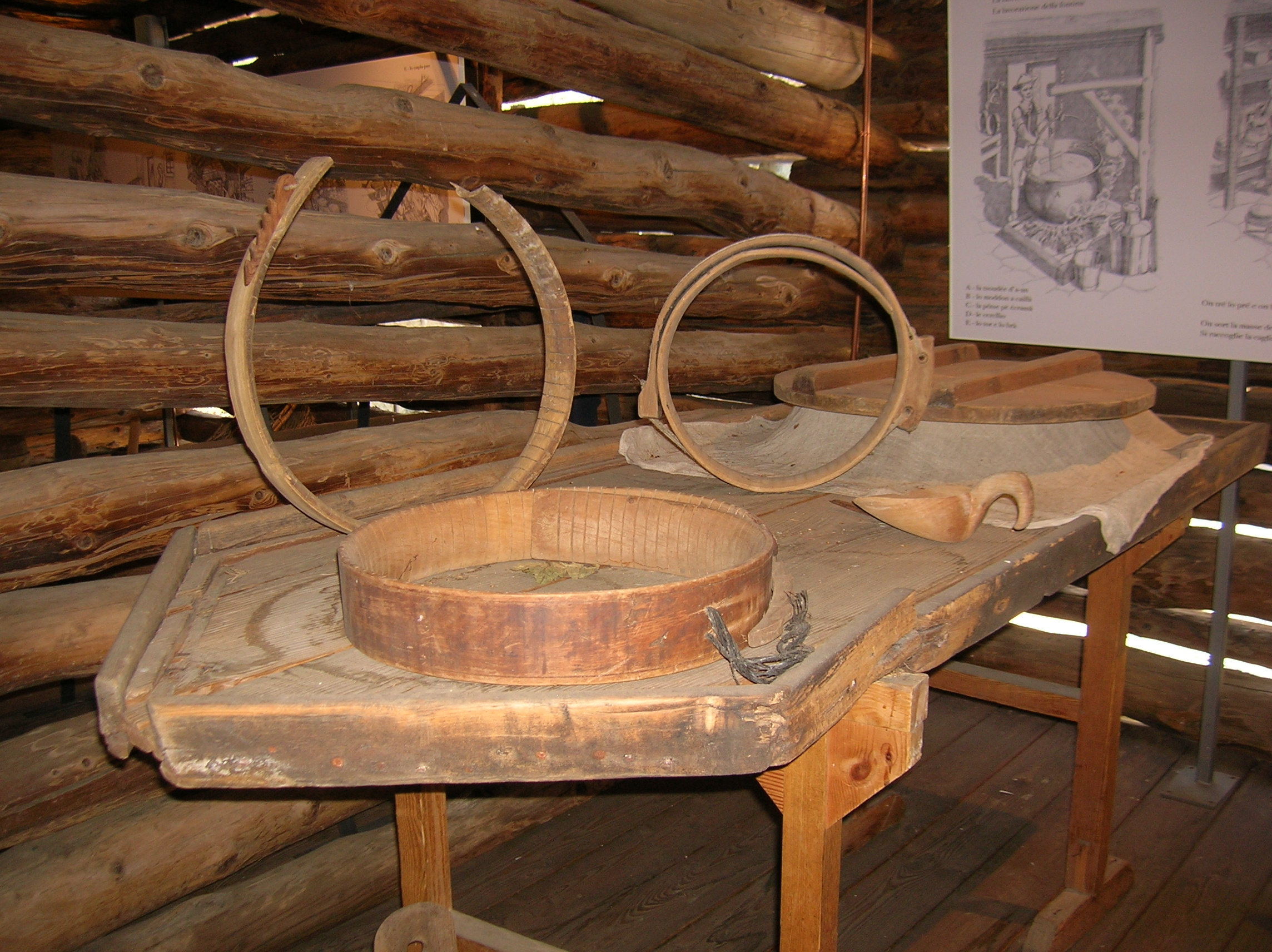
Faisceaux pour la fontine au musée ethnographique du Petit-Monde.
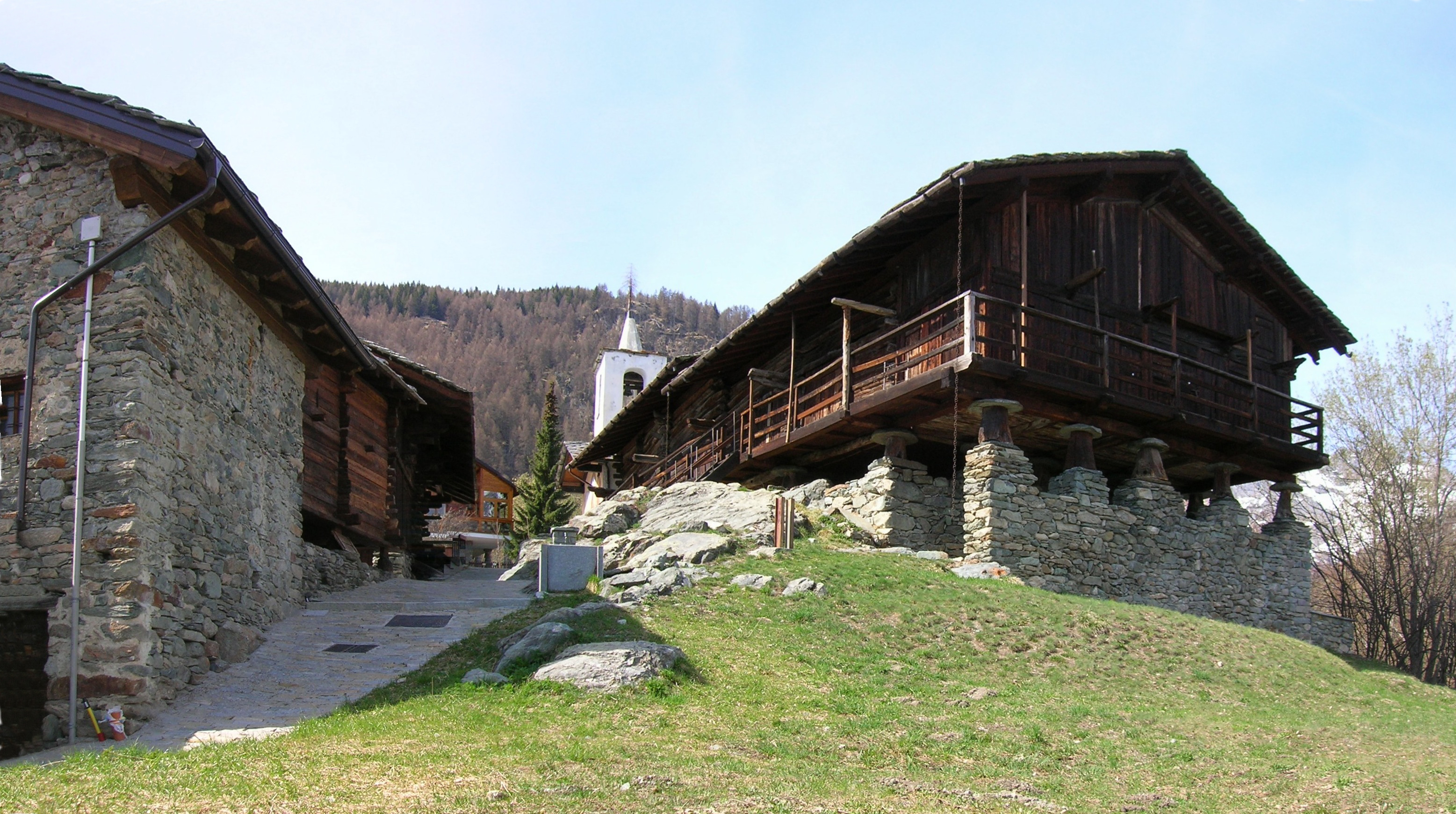
Une vue de Triatel et du rascard médiéval du musée ethnographique du Petit-Monde.
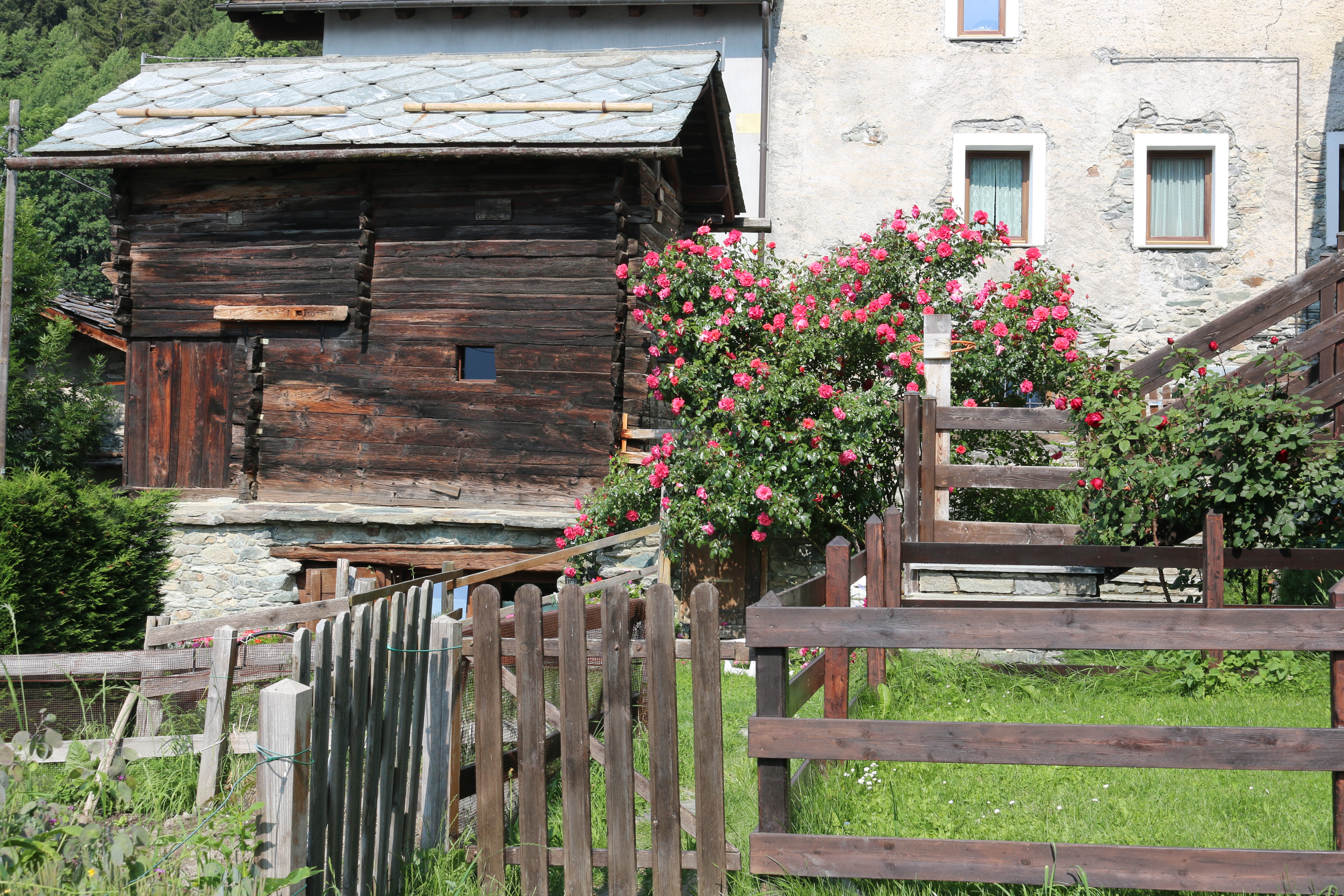
Grenier de 1677 à Nozon.